# High Schools
High Schools è un documentario del 1983 diretto da Charles Guggenheim candidato al premio Oscar al miglior documentario.